# Buchnera pusilliflora
Buchnera pusilliflora är en snyltrotsväxtart som beskrevs av Spencer Le Marchant Moore. Buchnera pusilliflora ingår i släktet Buchnera och familjen snyltrotsväxter. Inga underarter finns listade i Catalogue of Life.